# 나를 울게 하소서
〈울게 하소서⟩(이탈리아어: Lascia ch'io piagna, 영어: Let Me Weep)는 헨델이 만든 오페라 《리날도》의 소프라노 아리아이다.
원곡은 헨델이 1705년 작곡한 오페라 《알미라》(Almira)의 3막에서 사라반드 아리아로 처음 등장한다. 최초 악보는 독일의 음악사가 프리드리히 크리산더가 발간한 크리산더 제55권 81쪽에서 살펴볼 수 있다.
3년 후, 헨델은 1707년 오라토리오 《시간과 진실의 승리》(이탈리아어: Il trionfo del tempo e del disinganno)에서 멜로디를 바꾸어 다시 사용하였다. 이 곡은 El tronfo del Tempo e della Verità에 수록되어 있다. 크리산더는 자신의 책 24권 76쪽에 이를 수록하였다. 1707년 아리아의 가사는 다음과 같다.
Lascia la spina, cogli la rosa; 비탄케 하소서, 장미를 꺾으니.

tu vai cercando il tuo dolor. 너는 네 고통을 찾으리.

Canuta brina per mano ascosa, 감춰진 손을 통해 흰 서리는

giungerà quando nol crede il cuor. 마음이 예기치 못할 때 찾아오리라.

1711년, 헨델은 《리날도》에서 다시 한 번 이 아리아를 다듬어 썼다. 〈나를 울게 하소서〉는 극중 소프라노 배역인 알미레나를 연기한 이탈리아 가수 이사벨라 지라르도가 최초로 선보였다. 《리날도》의 2막 중에 적군의 여왕 아르미다에게 사로잡힌 알미레나가 자유를 염원하며 부르는 아리아이다.
헨델은 1739년 혼성곡 《아르고 호에 탄 주피터》(Giove in Argo)에서 〈비탄케 하소서〉(Lascia la spina)라는 제목으로 곡을 조금 줄여 사용하였다.

## 음악
아리아는 바장조, 3⁄2 박자로 쓰였으며 빠르기는 라르고이다. 악보는 출판업자 존 월쉬를 통해 인쇄되었다.(초판) 연주 시간은 약 5분이다.

## 가사
아리아의 가사는 자코모 로시가 썼다.
| Lascia ch'io pianga mia cruda sorte, e che sospiri la libertà. Il duolo infranga queste ritorte de' miei martiri sol per pietà. | 나를 울게 하소서 내 잔혹한 운명에 그리고 한탄으로 자유를 그리네 슬픔아 부수어라 내 고통의 이 속박을 오직 비탄을 통해서 |

## 참고 문헌
- Dean, Winton; Knapp, J. Merrill (1995) [1987]. 《Handel's Operas: 1704–1726》. Oxford: Oxford University Press. ISBN 9780198164418.